# Fesenkov (cratère martien)
Pour les articles homonymes, voir Fesenkov.
Fesenkov est un cratère d'impact martien situé dans le quadrangle de Lunae Palus (MC-10). Le nom a été approuvé par l'union astronomique internationale en 1973.
Il est ainsi nommé en l'honneur de Vassili Fessenkov. Un cratère lunaire porte également ce nom.